# Kertu
Pour plus de détails, voir Fiche technique et Distribution.
Kertu est un film dramatique estonien écrit et réalisé par Ilmar Raag sorti en 2013.

## Synopsis
Sur l'île de Saaremaa, en Estonie. Kertu, 30 ans, vit chez ses parents sous l'emprise d'un père despotique et est considérée comme simplette. Lors d'une fête de village, elle fait la connaissance de Villu, un homme réputé alcoolique et coureur. Une improbable idylle se noue entre ces deux personnages, malgré l'opposition de l'entourage de Kertu.

## Fiche technique
- Titre original : Kertu
- Réalisation : Ilmar Raag
- Scénario : Ilmar Raag
- Direction artistique :
- Décors :
- Costumes :
- Photographie : Kristjan-Jaak Nuudi
- Son :
- Montage :
- Musique : Horret Kuus, Mari Pokinen
- Production : Riina Sildos
- Société(s) de production : Amrion
- Société(s) de distribution :
- Budget : 500 000 euros
- Pays de production :  Estonie
- Langue : Estonien
- Format : Couleurs
- Genre : Film dramatique
- Durée : 98 minutes
- Dates de sortie :
  - Estonie : 8 octobre 2013 (festival international du film de Varsovie)
  - France : 4 février 2015

## Distribution
- Mait Malmsten : Villu
- Ursula Ratasepp : Kertu
- Peeter Tammearu : Jüri
- Külliki Saldre : Anu
- Leila Säälik : Malle
- Juris Lumiste